# Łukasz Skibiński
Łukasz Skibiński (ur. 29 czerwca 1985 w Wyszkowie) – polski pisarz. Z wykształcenia teolog i filmoznawca.

## Życiorys
W 2013 ukończył studia na Uniwersytecie Kardynała Stefana Wyszyńskiego w Warszawie, gdzie obronił pracę magisterską z teologii. W 2021 ukończył podyplomowe studia z zakresu filmoznawstwa w Instytucie Sztuki Polskiej Akademii Nauk.
Czas pomiędzy studiami spędził w Niemczech, gdzie powstały pierwsze dwie jego książki: Trzy czwarte oraz W Kościele zatrutej myśli, zawierające wątki autobiograficzne. W 2023 wydał pierwszą na polskim rynku literackim biografię Tupaca Shakura.

## Twórczość literacka
- 2015 Trzy czwarte (ISBN 978-83-7942-558-7), wyd. Novae Res
- 2017 W Kościele zatrutej myśli. Przewodnik dla niewiedzących i praktykujących (ISBN 978-83-653-0439-1), wyd. Ksiażka i Prasa, seria: Biblioteka Bez Dogmatu
- 2023 Tupac Shakur. Sam przeciwko światu (ISBN 978-83-8313-605-9), wyd. Novae Res